# Lissemys
Lissemys – rodzaj żółwi z rodziny żółwiakowatych (Trionychidae).

## Zasięg występowania
Rodzaj obejmuje gatunki występujące w Azji (Pakistan, Indie, Sri Lanka, Nepal, Bangladesz, Mjanma i Tajlandia). 

## Systematyka

### Etymologia
- Emyda: gr. εμυς emus, εμυδος emudos „żółw wodny”[6]. Młodszy homonim Emyda Rafinesque, 1815 (Chelydridae).
- Lissemys: gr. λισσος lissos „gładki”[7]; εμυς emus, εμυδος emudos „żółw wodny”[6]. Nazwa zastępcza dla Emyda J.E. Gray, 1831.

### Podział systematyczny
Do rodzaju należą następujące gatunki: 
- Lissemys ceylonensis (J.E. Gray, 1856)
- Lissemys punctata (Bonnaterre, 1789) – skrytonóg cętkowany[8]
- Lissemys scutata (Peters, 1868)